# Amtsgericht Lennestadt

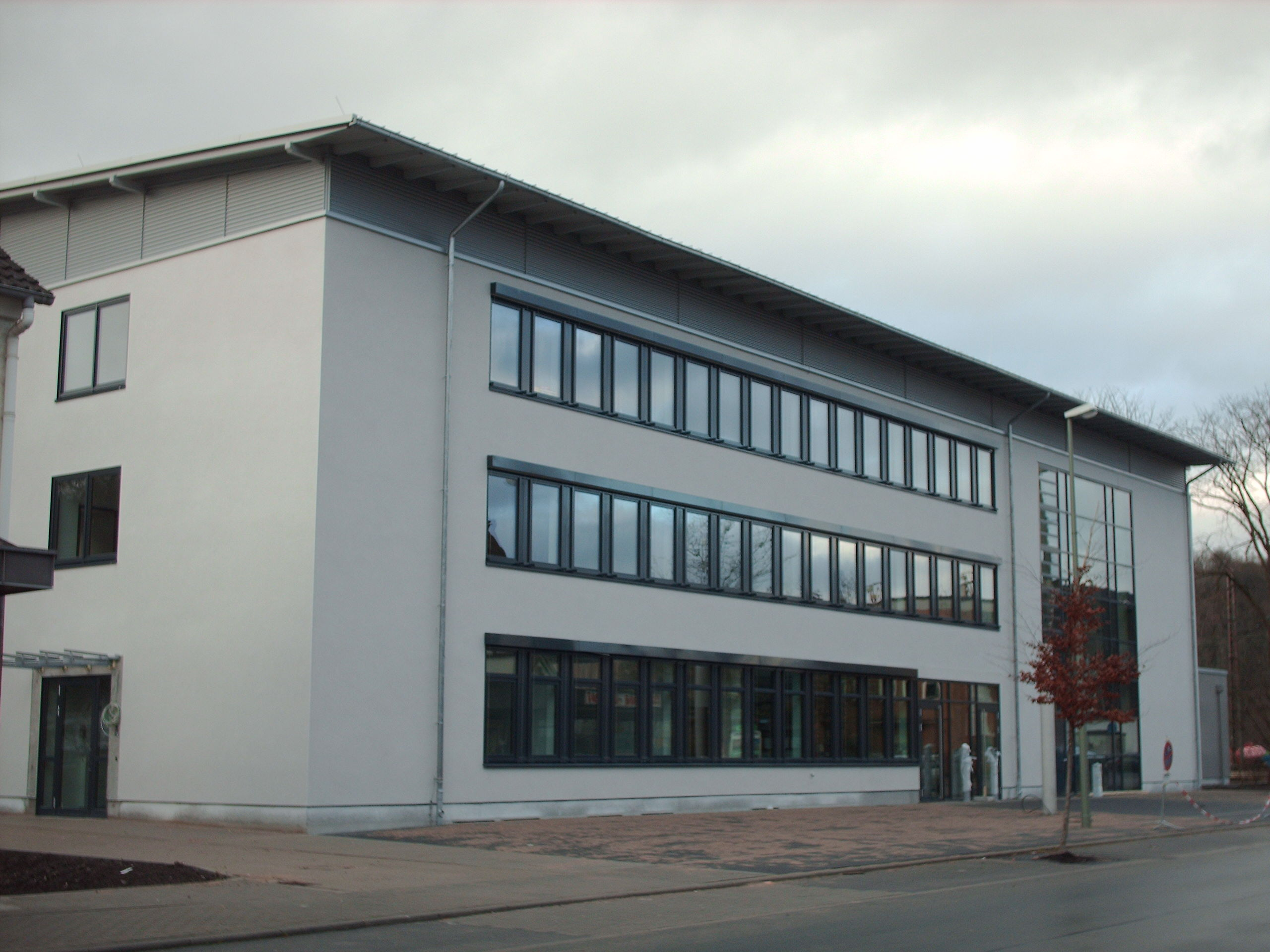
Neubau des Gerichtsgebäudes

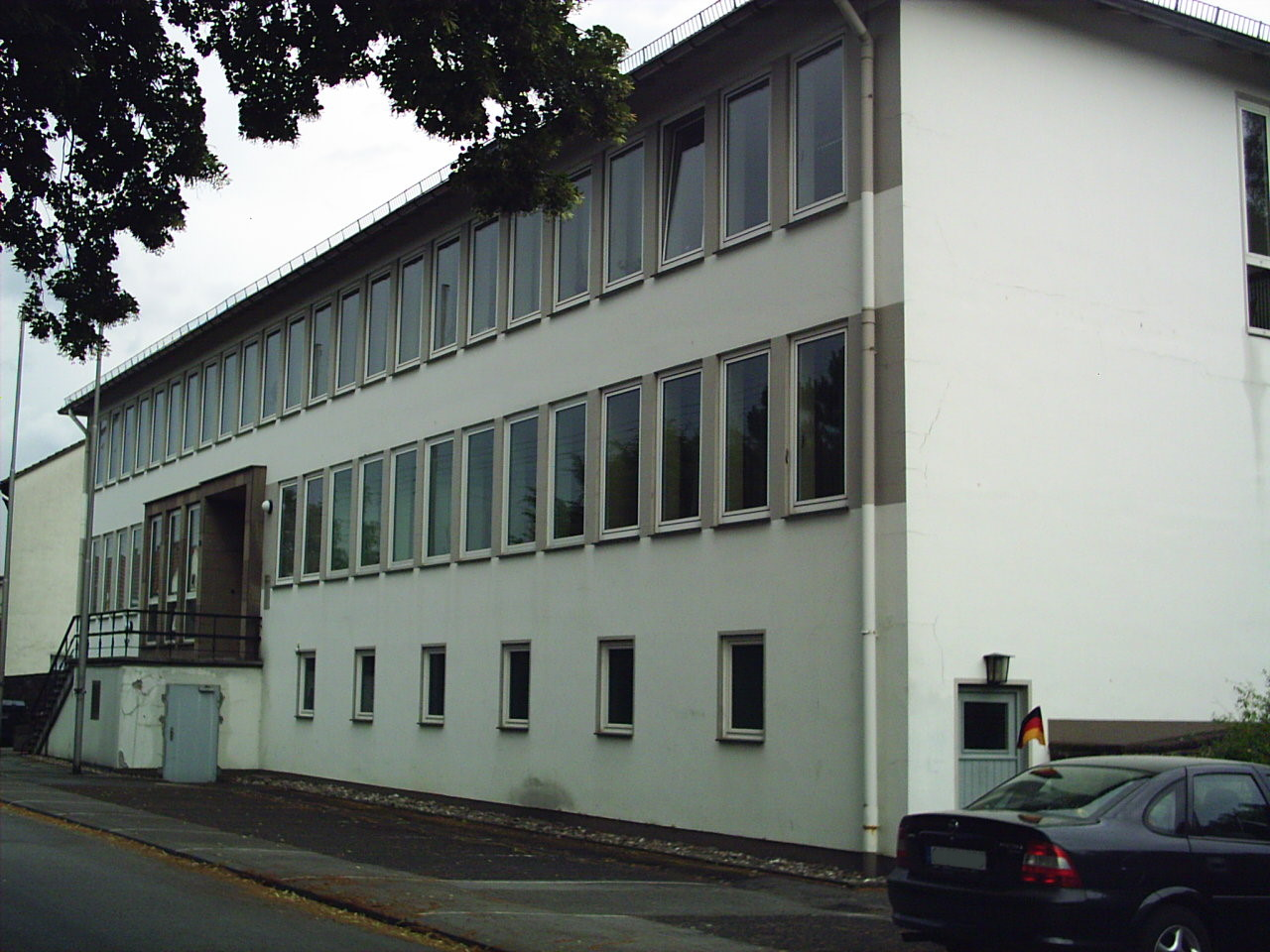
Vorgängerbau (2015 abgerissen)

Das Amtsgericht Lennestadt ist ein Gericht der ordentlichen Gerichtsbarkeit und eines von vier Amtsgerichten im Bezirk des Landgerichts Siegen.

## Gerichtssitz und -bezirk
Das Gericht hat seinen Sitz in Lennestadt, Nordrhein-Westfalen. Der 387 km² große Gerichtsbezirk umfasst das Gebiet der Stadt Lennestadt sowie das der Gemeinden Finnentrop und Kirchhundem mit insgesamt rund 60.000 Einwohnern.
Als Landwirtschaftsgericht ist das Amtsgericht Lennestadt für die Amtsgerichtsbezirke Lennestadt und Olpe zuständig.
Das Handels-, das Vereins- und das Genossenschaftsregister werden beim Amtsgericht Siegen geführt, das auch für Insolvenzverfahren zuständig ist. Schöffengerichts- und Haftsachen sind dem Amtsgericht Olpe übertragen. Mahnverfahren bearbeitet das Amtsgericht Hagen als Zentrales Mahngericht. Das Partnerschaftsregister wird beim Amtsgericht Essen geführt.

## Geschichte
Das Justizamt Bilstein war seit 1818 Teil des Kreisgerichts Olpe und Vorläufer des Amtsgerichts Lennestadt. 1879 erfolgte mit der Einführung des heutigen Gerichtsaufbaus die Verlegung von Bilstein nach Förde (heute Grevenbrück). 1958 wurde ein Gerichtsneubau an der Lehmbergstraße errichtet und bezogen. Das 1970 aufgelöste Amtsgericht Kirchhundem wurde dem Amtsgericht Lennestadt zugeordnet.
Da das alte Gebäude in der Lehmbergstraße nicht mehr aktuellen Sicherheitsstandards entsprach und es Platzprobleme gab – so war etwa die Parkplatzsituation unbefriedigend und das alte Gericht verfügte lediglich über einen Sitzungssaal, wurde nach der Jahrtausendwende ein Neubau notwendig. Seit dem 12. Dezember 2007 läuft der Geschäftsbetrieb in einem Neubau an der Kölner Straße mit einer Fläche von 1.100 m² und zwei Sitzungssälen. Der Vorgängerbau wurde 2015 abgerissen, um zusätzlichen Platz für Wohnungsbauten zu erschließen.

## Übergeordnete Gerichte
Dem Amtsgericht Lennestadt ist das Landgericht Siegen übergeordnet. Zuständiges Oberlandesgericht ist das Oberlandesgericht Hamm.